# Dimba
Editácio Vieira de Andrade, mais conhecido como Dimba (Sobradinho, 30 de dezembro de 1973), é um ex-futebolista brasileiro, que atuou como atacante.

## Carreira
Dimba começou jogando por pequenos times do Distrito Federal, tais como o Sobradinho e o Brasília. Também passou um ano no Gama e, em seguida, retornou ao Sobradinho sendo artilheiro do Campeonato Brasiliense em 1996.
Em 1997, Dimba foi comprado pelo Botafogo. O jogador, que frequentemente ficava no banco de reservas, entrou na final do Campeonato Carioca de 1997 e fez gol do título, seu primeiro no Maracanã. Durante a comemoração do título, Dimba chegou a comer grama do campo.
O jogador permaneceu no alvinegro até 1998, quando foi emprestado ao América-MG. Dimba passou ainda pela Portuguesa, Bahia, Leça (de Portugal) e retornou, como reserva, ao Botafogo, em 2000.
Voltou para o Centro-Oeste em 2002, quando foi defender novamente o Gama. Em seguida, ainda em 2002, transferiu-se para o Goiás. Foi aí, jogando pelo time goiano, que Dimba conseguiu voltar os holofotes de todo Brasil para si. No Campeonato Brasileiro de 2003, o atacante foi o artilheiro isolado da competição, com 31 gols.
Na sequência, mudou-se para a Arábia Saudita, onde jogou pelo Al-Ittihad, entre janeiro e julho de 2004. Seu retorno ao futebol brasileiro foi pelo Flamengo, no mesmo ano, numa fase em que o pagamento dos demais atletas estavam atrasados, fato que gerou, inclusive, uma declaração do goleiro Júlio César, que afirmou que se os dirigentes "tinham dinheiro para contratar Dimba, deveriam ter regularizado nosso salário". Estreando em agosto de 2004, marcou 13 gols em 37 jogos (15 vitórias, 9 empates e 13 derrotas). Fez sua última partida em abril de 2005. Seu clube seguinte foi o São Caetano.
Dimba reencontrou a boa fase no São Caetano, porém não conseguiu impedir a queda de seu clube para a Série B. Em 2007, acertou sua ida para o Brasiliense, onde ficou até agosto de 2008. Protestando contra a arbitragem de jogo contra o Fluminense, pela semifinal da Copa do Brasil de 2007, disse que o ocorrido era "caso de Polícia Federal, FMI [Fundo Monetário Internacional]".
Atuou pelo Ceilândia nos campeonatos candangos de 2010, 2011 e 2012, tendo marcado na ida e na volta da final de 2010, sobre o Brasiliense. Em 2010, também atuou pelo Legião, na segunda divisão do Campeonato Candango.
Em 2012, Dimba, Allan Delon e Cássius mais uma vez fizeram um bom Campeonato Candango e levantaram a taça, contra o Luziânia, ao qual perderam o 1º turno (Taça JK). O time chegou a final por ter ganho o 2º turno (Taça Mané Garrincha), contra o Sobradinho. Assim, o Gato se sagrou campeão, ganhando o direito de disputar a Série D e a Copa do Brasil de 2013.
Em 2014, acertou com o Sobradinho para a disputa do Campeonato Candango.
Em 2018, o portal de notícias Distrito do Esporte lançou em sua homenagem o Prêmio Dimba, destinado ao autor do gol mais bonito da temporada do Distrito Federal.

## Títulos
Botafogo
- Taça Guanabara: 1997
- Taça Rio: 1997
- Campeonato Carioca: 1997

Bahia
- Campeonato Baiano: 1999*

* Título dividido com o Vitória
Brasiliense
- Campeonato Brasiliense: 2008 e 2009

Ceilândia
- Campeonato Brasiliense: 2010 e 2012

Sobradinho
- Campeonato Brasiliense: 2018

## Artilharias
Gama
- Copa Centro-Oeste: 2002 (15 gols)

Goiás
- Campeonato Brasileiro: 2003 (31 gols)

Flamengo
- Copa Finta Internacional: 2005 (2 gols)

Brasiliense
- Copa do Brasil: 2007 (5 gols)